# Aphotopontius forcipatus
Aphotopontius forcipatus är en kräftdjursart som beskrevs av Humes 1987. Aphotopontius forcipatus ingår i släktet Aphotopontius och familjen Dirivultidae. Inga underarter finns listade i Catalogue of Life.